# Université Marc Bloch
L'Université Marc Bloch (UMB), anche chiamata "Strasbourg II", era il nome di un'università di Strasburgo, in Alsazia, specializzata in scienze umanistiche.
L'università doveva il suo nome allo storico Marc Bloch (1886-1944), al quale fu dedicata nel 1998. Dal 2009 si è unita alle Università Louis Pasteur (ambito scientifico) e Robert Schuman (scienze sociali) per formare l'Università di Strasburgo.
La maggior parte degli edifici universitari si trovavano nel campus dell'Esplanade.
| Controllo di autorità | VIAF (EN) 137176121 · ISNI (EN) 0000 0001 2166 0110 · SBN CFIV225612 · BAV 494/4416 · LCCN (EN) n81080193 · GND (DE) 1602613-5 · BNE (ES) XX130827 (data) · BNF (FR) cb11868622t (data) · J9U (EN, HE) 987007369723605171 |